# Pilar Cortés Bureta
Pilar Cortés Bureta (Fuentes de Jiloca, Saragossa; 1 de desembre de 1964) és una professora i política espanyola, diputada pel Partit Popular al Congrés durant les X, XI i XII legislatures.

## Biografia
Doctora en Dret per la Universitat de Saragossa i diplomada en Turisme per IESE, és professora de Dret Constitucional a la Universitat de Saragossa. És secretària executiva del Partit Popular d'Aragó, regidora de l'Ajuntament de Fuentes de Jiloca i diputada per Saragossa al Congrés des de 2011. Entre 2014 i 2015 va formar part de la Comissió de Transparència i Bon Govern.